# Albert Fischer (Pädagoge)
Albert Fischer (* 5. November 1830 in Triesch, Mähren; † 11. Dezember 1913 in Wien) war ein österreichischer Pädagoge.

## Leben
Albert Fischer entstammte einer jüdischen Familie. Er arbeitete zunächst als Lehrer in Lundenberg. Danach wurde er als Leiter der seit 1843 bestehenden israelitischen Kinderbewahranstalt, an der er 1868 als erster in Österreich nach Fröbelschen Grundsätzen eine Bildungsanstalt für Kindergärtnerinnen einrichtete, nach Wien bestellt. Ferner beteiligte er sich an der Schaffung der ministeriellen Kindergartenverordnung von 1872. Zudem war Fischer Experte des Unterrichtsministeriums und als Hauptmitarbeiter für den Pavillon des kleinen Kindes auf der Weltausstellung von 1873 zuständig. Daneben war er Mitbegründer des Vereins für Kindergärten und der Zeitschrift für das Kindergartenwesen, die er bis 1886 leitete.

## Schriften
- Anregung zur Errichtung eines Bildungskurses für Gehilfinnen an Bewahranstalten, 1868
- Der Kindergarten, 1873, 7/1912, 8/1920
- Friedrich Fröbel, 1882
- Poetisches Schatzkästlein, 1876, 3/1894